# Klaudia Kelly
Klaudia Kelly (* 5. Januar 1988) ist eine US-amerikanische Pornodarstellerin.

## Leben
Klaudia Kelly ist seit 2012 als Pornodarstellerin tätig. Die Internet Adult Film Database (IAFD) listete im Dezember 2022 insgesamt 39 Filme, in denen sie mitgewirkt hat. Bei den AVN Awards  wurde sie 2017 in der Kategorie „BBW Performer of the Year“ ausgezeichnet.

## Auszeichnungen
- 2017: AVN Award als BBW Performer of the Year

## Filmografie (Auswahl)
- 2013: Raw 14
- 2015: Plus Size Pin Ups
- 2017: American Plumpers 13